# Algorfa
Algorfa es un municipio y localidad española de la provincia de Alicante, en la Comunidad Valenciana. Se encuentra en la comarca de la Vega Baja del Segura. Cuenta con una población de 3684 habitantes (INE 2024). Se trata de un municipio castellanohablante, en el que el castellano cuenta con el predominio lingüístico reconocido legalmente.

## Toponimia
El topónimo deriva del árabe الغرفة (al-gurfa), «el desván, la cámara [alta]».

## Geografía
Situada a los pies del Paraje de las Escoteras, se encuentra en la carretera que, por el margen derecho del río Segura, conduce desde Orihuela y Bigastro hasta Rojales y Guardamar del Segura.

### Localidades limítrofes
El término municipal de Algorfa limita con los de Almoradí, Benejúzar, Benijófar, Los Montesinos, Orihuela y Rojales.

## Historia
El municipio de Algorfa tiene su origen en el privilegio concedido en 1328 por Alfonso IV a los naturales del reino de Valencia, por el cual concedía la jurisdicción menor, llamada también alfonsina, a todos aquellos propietarios de fincas rústicas por el hecho de constituir en ellas como mínimo quince viviendas y asentar a igual número de familias. Dicho privilegio estuvo en vigor hasta la abolición de los Fueros del Reino de Valencia por el Decreto de Nueva Planta, dictado tras la Guerra de Sucesión en 1714 con la proclamación de Felipe V como rey de España.
El 16 de agosto de 1761, el titular del señorío de Benejúzar, Juan Rosell y Roda, en su testamento instituyó mayorazgo sobre la hacienda llamada "de Algorfa" y otros bienes en favor de su sobrino Francisco Ruiz-Dávalos y Rosell y dentro de su descendencia directa, en sus hijos Antonio y Josefa. Esta última, con su esposo Ignacio Pérez de Sarrió, señor de Formentera, conseguiría la jurisdicción alfonsina para la heredad de Algorfa, para lo cual y cumpliendo el requisito establecido en el privilegio de 1328, mandó construir 16 casas en dicha propiedad.
Al año siguiente de crearse el mayorazgo, consiguió el título de Marqués de Algorfa, con el vizcondado previo de Arneva, por Real Despacho de 3 de marzo de 1762.
Por Real Provisión dada en la ciudad de Valencia el 26 de junio de 1790, Carlos IV, concedía a los esposos Ignacio Pérez de Sarrió e Isabel Ruiz Dávalos, marqueses de Algorfa, el privilegio alfonsino sobre los vecinos del lugar recientemente fundado en la heredad de Algorfa, propiedad de la expresada marquesa.
Según consta en los documentos escritos relativos al pueblo de Algorfa y su historia, en el año 2015 se celebra el 225 Aniversario de su constitución como unidad vecinal con entidad administrativa y política. Es decir, pasó a ser, en 1790, lo que hoy entendemos como municipio.
Cayetano Aledo, Pedro Box, Ramón Gil, Mariano Espinosa, José Box, Francisco Mingues, Agustín Menogil, José Menogil, Pedro Quesada, Blas García, Andrés Soto, Andrés García, Francisco Ferrer, Antonio Giménez, José Martínez y Antonio Martínez, fueron los 16 primeros pobladores de Algorfa y con su presencia se pudo solicitar, ante Carlos IV, lo siguiente:
“...Suplico a Vuecencia que, havidos por presentados y exhividos dichos Documentos, se sirva declarar haver recahido en mi Parte la expresada jurisdicción mixta, llamada Alfonsina, y en su consecuencia mandar librar el Despacho Excutorial correspondiente, para que pueda exercer la expresada jurisdicción en el modo y forma que prescriben las Leyes en el nuevo lugar de Algorfa”.

Era el 26 de junio de 1790 y había nacido Algorfa en virtud de una Real Provisión concedida por Carlos IV a los marqueses del mismo nombre.
Bien es cierto que gracias al gran trabajo del padre Furgús, arqueólogo y jesuita, se ha establecido que Algorfa tuvo sus primeros pobladores en tiempos remotos, el Neolítico en concreto, III Milenio AC, pero la primera referencia moderna de esta población la situamos en ese año del siglo XVIII.
Se gestó así el nacimiento de esta nueva población cuyos inicios no fueron nada fáciles, pues las vecinas villas de Almoradí y Rojales pusieron muchos obstáculos a la independencia municipal del recién creado lugar de Algorfa, la cual fue objeto de un largo pleito entre los marqueses de Algorfa y los municipios limítrofes.

## Demografía
Algorfa cuenta con una población de 3684 habitantes (INE 2024).
| Gráfica de evolución demográfica de Algorfa entre 1842 y 2021                                                       |
| |
| Población de derecho según los censos de población del INE Población de hecho según los censos de población del INE |

| Nacionalidad | Hombres | Mujeres | Total | %      | Proporción |
| ------------ | ------- | ------- | ----- | ------ | ---------- |
| Española     | 737     | 700     | 1437  | 40.9 % |            |
| Extranjera   | 1040    | 1036    | 2076  | 59.0 % |            |

| País                 | Hombres | Mujeres | Total | %      | Proporción |
| -------------------- | ------- | ------- | ----- | ------ | ---------- |
| Reino Unido          | 731     | 740     | 1471  | 70.9 % |            |
| Marruecos            | 32      | 23      | 55    | 2.6 %  |            |
| Alemania             | 19      | 27      | 46    | 2.2 %  |            |
| Rusia                | 21      | 23      | 44    | 2.1 %  |            |
| Francia              | 9       | 11      | 20    | 0.9 %  |            |
| Colombia             | 11      | 7       | 18    | 0.8 %  |            |
| Rumania              | 10      | 8       | 18    | 0.8 %  |            |
| China                | 1       | 7       | 8     | 0.3 %  |            |
| Italia               | 5       | 2       | 7     | 0.3 %  |            |
| Polonia              | 2       | 5       | 7     | 0.3 %  |            |
| Ucrania              | 2       | 5       | 7     | 0.3 %  |            |
| Venezuela            | 3       | 4       | 7     | 0.3 %  |            |
| Bulgaria             | 3       | 2       | 5     | 0.2 %  |            |
| Bolivia              | 1       | 1       | 2     | 0.09 % |            |
| Cuba                 | 1       | 1       | 2     | 0.09 % |            |
| Perú                 | 0       | 2       | 2     | 0.09 % |            |
| Brasil               | 0       | 1       | 1     | 0.04 % |            |
| Chile                | 1       | 0       | 1     | 0.04 % |            |
| Portugal             | 0       | 1       | 1     | 0.04 % |            |
| República Dominicana | 1       | 0       | 1     | 0.04 % |            |

## Economía
Se dedicaba fundamentalmente a la agricultura de regadío (naranjas, limones, alcachofas), habiendo sufrido un cambio considerable, hacia el sector servicios y turismo.

## Administración y política
| Elecciones municipales del 28 de mayo de 2023 |         |                         |       |         |            |            |
| Partido                                       | Partido | Candidato               | Votos | Votos   | Concejales | Concejales |
| Partido Socialista del País Valenciano-PSOE   |         | Manuel Iván Ros Rodes   | 768   | 67,17 % | 8          | =          |
| Partido Popular                               |         | Antonio Lorenzo Paredes | 343   | 29,98 % | 3          | 1          |
| Fuente: Ministerio del Interior (España).     |         |                         |       |         |            |            |

| Periodo   | Nombre                     | Partido       |
| --------- | -------------------------- | ------------- |
| 1979-1983 | Manuel Ros Cases           | Independiente |
| 1983-1987 | Manuel Ros Cases           | PSPV-PSOE     |
| 1987-1991 | José Francisco Valero Roca | PSPV-PSOE     |
| 1991-1995 | José Francisco Valero Roca | PSPV-PSOE     |
| 1995-1999 | José Francisco Valero Roca | AI            |
| 1999-2003 | Antonio Lorenzo Paredes    | PP            |
| 2003-2007 | Antonio Lorenzo Paredes    | PP            |
| 2007-2011 | Antonio Lorenzo Paredes    | PP            |
| 2011-2015 | Antonio Lorenzo Paredes    | PP            |
| 2015-2019 | Manuel Iván Ros Rodes      | PSPV-PSOE     |
| 2019-2023 | Manuel Iván Ros Rodes      | PSPV-PSOE     |

## Cultura

### Patrimonio
- Castillo de Montemar. Esta casa señorial fue construida a finales del siglo XVIII y desde entonces perteneció a la familia de los Condado de Casa RojasǀCondes de Casa Rojas. Nunca tuvo utilizaciones militares, generalmente fue utilizado como residencia veraniega de los sucesivos dueños. Su estilo es algo afrancesado. Tiene dos torres cuadradas y dos circulares con las esquinas de sillares. La torre principal tiene garitones en sus esquines, y almenas con sus coronaciones inclinadas hacia el exterior. Posee un patio cuadrado rodeado por una galería situada en la primera planta.
- Iglesia parroquial. Dedicada a Nuestra Señora del Carmen, se encuentra situada, como es característico en todos los pueblos de la Vega Baja del Segura, cerca del Ayuntamiento y frente a la plaza de España.
- La ermita. Se eleva sobre una pequeña colina, que le permite ser divisada desde cualquier punto. Constituye uno de los ejemplos más representativos de Algorfa. Construida a principios de siglo con piedras de la cantera de Algorfa.

### Fiestas
- Fiestas patronales. Se celebran dos semanas antes del 16 de julio, día en honor a la Virgen del Carmen.

## Hermanamientos
El municipio de Algorfa está hermanado con las siguientes localidades:
- Condezaygues (Francia)
- Fumel (Francia)
- Montayral (Francia)
- Monsempron-Libos (Francia)
- Saint-Vite (Francia)